# Piraci z Krzemowej Doliny
Piraci z Krzemowej Doliny – amerykański film biograficzny z 1999 roku w reżyserii Martyna Burke. Film zrealizowano na podstawie książki – Paula Freibergera oraz Michaela Swaine "Fire in the Valley".

## Obsada
| Anthony Michael Hall | Bill Gates    |
| Noah Wyle            | Steve Jobs    |
| Joey Slotnick        | Steve Wozniak |
| John DiMaggio        | Steve Ballmer |
| Josh Hopkins         | Paul Allen    |

i inni

## Opis fabuły
Film opowiada o młodzieńczym życiu założycieli dwóch firm komputerowych: Apple`a – Steve Jobsa i Steve Wozniaka, oraz Microsoftu – Billa Gatesa, Paula Allena a później Steve Ballmera.